# Marx Gyula
Marx Gyula (Püspöknádasd, 1930. július 5. –) magyar orvos, politikus, 1989-től 1990-ig, illetve 1991 és 1994 között országgyűlési képviselő (MDF).

## Élete
Marx Gyula 1930-ban született a Baranya vármegyei Püspöknádasdhoz (ma Mecseknádasd) tartozó Schweizerhof tanyán, Marx Gyula molnár és Nusszer Magdolna fiaként. Szülei az 1950-es években kuláklistára kerültek és kitelepítették őket. Az elemi iskola után Sopronba került, ahol a nagybátyja a domonkos internátus igazgatója volt. A soproni bencés gimnázium tanulója lett, majd Bonyhádon érettségizett. 1949 és 1955 a Pécsi Orvostudományi Egyetem hallgatója volt, ahol 1955-ben szerzett orvosi diplomát. A nagykanizsai kórházban helyezkedett el sebészgyakornokként.
Egyetemi hallgatóként csatlakozott a Bulányi György-féle katolikus mozgalom pécsi kiscsoportjához Mádl Ferenccel együtt.1956. január 23-án emiatt az Államvédelmi Hatóság  illegális vallási csoportmunka és államellenes összeesküvés vádjával letartóztatta, majd a budapesti Fő utcai fogházban töltött féléves vizsgálati fogság után, 1956. július 27-én szabadon bocsátották. Az 1956-os forradalom és szabadságharc idején a nagykanizsai kórház munkástanácsa és a Dunántúli Nemzeti Tanács tagja lett, egy küldöttség tagjaként Nagy Imre miniszterelnökkel való tárgyaláson is részt vett. A szabadságharc leverése után különösebb megtorlás nem érte, azonban nem maradhatott sebész, így Zalaegerszegre került körzeti orvosként, ahol húsz éven át dolgozott. 1977-ben üzemegészségügyi rendelőintézeti főorvos lett, 1990-ben vonult nyugdíjba.
A rendszerváltás idején kapcsolódott be a közéletbe, 1988 nyarán került kapcsolatba a Magyar Demokrata Fórummal, melybe az év októberében lépett be a zalaegerszegi szervezet alapító tagjaként. 1989 szeptemberében időközi választáson Zala megye 2. számú választókerületében országgyűlési képviselővé választották az MDF, az SZDSZ és a Fidesz közös ellenzéki jelöltjeként, az Országgyűlésben a társadalombiztosítási bizottság tagja volt. Az 1990-es országgyűlési választáson nem szerzett mandátumot, azonban 1991-ben az MDF Zala megyei listájáról mégis bejutott a parlamentbe, az elhunyt Csengey Dénes mandátumát vette át. Az Országgyűlésben a gazdasági bizottság tagja és a társadalmi szervezetek költségvetési támogatását koordináló bizottság elnöke lett. Az 1994-es országgyűlési választáson nem szerzett mandátumot.
1996-ban csatlakozott a Magyar Demokrata Néppárthoz, melynek az 1998-as országgyűlési választáson képviselőjelöltje volt, de nem jutott a parlamentbe, ezután visszavonult a közélettől. Zalaegerszeg városa 2002-ben Pro Urbe díjjal, 2009-ben pedig díszpolgári címmel ismerte el munkásságát.
Felesége 1955-től Baján Mária orvos, három gyermekük született.